# 本田覚庵
本田 覚庵（ほんだ かくあん）は江戸時代の武蔵国多摩郡下谷保村（東京都国立市谷保）の地主・在村医。通称は孫三郎、名は定済・定脩、号は謙斎・安宇楼・楽水軒。新選組近藤勇・土方歳三との関係で知られる。

## 生涯
文化11年（1814年）武蔵国多摩郡谷保村の大地主本田家の貫井村新屋分家に生まれ、母方の実家でもある本家本田孫三郎の養子となった。幼名は謙蔵（造）。
天保3年（1832年）江戸に出て麹町の産科医（安富家か）に入門し、『傷寒論』『五経之論』等を読み、本草学・鍼灸を学び、多和田養悦の輪読会に参加、丸薬の調合に従事し、武家屋敷への往診に同行する傍ら、愛宕神社・神田明神・目黒不動に参詣、11月9日長崎奉行大草高好の行列、閏11月4日琉球使節を見物した。12月26日養父昂斎の病気を伝える飛脚便があり、急遽帰郷した。
天保4年（1833年）2月13日父昂斎、天保5年（1834年）11月13日祖父随庵の死を見届け、天保8年（1837年）頃医業を開始し、近隣地域や分梅・屋敷分・府中・是政（府中市）・戸倉・国分寺（国分寺市）・貫井（小金井市）・立川・砂川（立川市）・日野（日野市）にまで往診し、産科を専門として難産や流産の後始末に立ち会った。
嘉永頃から交代制で名主を務め、万延元年（1860年）多摩川の川除普請に関わり、関東取締出役や韮山代官所手代に宿を提供した。幕末には江戸幕府の軍備増強に協力し、嘉永6年（1853年）韮山代官所から焔硝の製造を請け負い、文久3年（1863年）3月15日軍用米30俵を提供した。
元治2年（1865年）2月11日八つ時卒中により嘔吐・言語障害を生じ、夜五つ時死去、13日霊杏院大胸覚庵居士の戒名が贈られた。

## 著述
- 『本田覚庵日記』 - 平成元年（1989年）くにたち中央図書館『国立市地域史料叢書』第12集所収。
  1. 「筆記」天保3年（1832年）6月1日 - 12月30日[9]
  2. 「覚庵日記」万延元年（1860年）[9]
  3. 「覚庵日記」文久元年（1861年） - 文久2年（1862年）[9]
  4. 「癸亥日記」文久3年（1863年）[9]
  5. 「楽水軒起居録」元治2年（1865年）1月 - 3月, 11月 - 12月、他人の筆[9]。
- 「活人録」 - 天保9年（1838年）からの配剤録[10]。

## 墨跡
- 祭礼幟「天満宮」 - 弘化4年（1847年）筆。谷保天満宮所蔵。国立市登録有形民俗文化財[11]。
- 大幟「妙理白山大権現」 - 安政3年（1856年）8月筆、昭和52年（1977年）復元。落合白山神社所蔵[12]。

## 門弟
- 本多雖軒 – 多摩郡国分寺村（国分寺市）出身。嘉永4年（1851年）入門し、本田家に召仕として仕えたが、万延元年（1860年）2月7日破門を言い渡され、万延2年（1861年）3月23日離門した。明治6年（1873年）武蔵国分寺最勝学校教師[13]。
- 青木省庵 – 多摩郡相原村（町田市）出身。万延元年（1860年）入門。明治4年（1871年）西洋医となり、大学東校で種痘等の活動を行った[14]。
- 山口与吉 – 多摩郡豊田村（日野市）出身[14]。
- 長沼周精 - 津久井郡与瀬村（相模原市緑区）出身[14]。
- 福田卯斎 – 常陸国土浦藩医。安政元年（1854年）入門。安政6年（1859年）離門し、長崎でボードウィンに西洋医学を学んだ[14]。

## 交友
- 寺門静軒 - 作家。天保の改革で弾圧された後、しばしば本田家に滞在した[15]。
- 小野湖山 - 漢詩人。安政の大獄で弾圧された後、安政6年（1859年）本田家に滞在した[15]。
- 川本衡山 - 八王子千人同心。書画で交流した[15]。
- 猿渡容盛 - 府中六所宮神主。桜田門外の変の第一報を容盛から得ている[16]。
- 近藤勇 - 新選組局長。剣術師範時代、本田家に度々1泊している[15]。
- 小島鹿之助 - 新選組支援者[15]。

## 本田家
本田家は下谷保村随一の地主で、安政3年（1856年）時点で下谷保村の村高558石1斗4升2合のうち15%以上の86石を有したほか、弘化3年（1846年）時点で下谷保村に27人、上谷保村に5人、青柳村に1人の小作人を持ち、小作地の合計は12町5反3畝10歩余に及んだ。幕府の奨励する菜種や谷保の名産茄子を栽培し、近隣の宿場に売りに出していた。
本田家住宅は国立市谷保5122番地に現存し、主屋・薬医門は国の登録有形文化財。

### 先祖
1. 本田定経 – 上野国白井（渋川市白井）に住み、天正年間越後国鮫ヶ尾城で戦死した[21]。
2. 本田源兵衛定寛（定弘） - 武蔵国川越に移り、調教師・馬医を務めた[21]。
3. 本田源兵衛定直[21]
4. 本田定之 - 寛永年間谷保村に移り、江戸幕府厩舎に務めた[21]。
5. 本田文左衛門定保 – 広島藩浅野家に仕えた[21]。
6. 本田市三郎重礼 – 石田新田土方家から養子に入った[21]。
7. 本田源之丞定庸 – 下谷保村関家から養子に入った[21]。
8. 本田源太郎定雄[21]
9. 本田孫三郎定綏（随庵、宝暦11年（1761年） - 天保5年（1834年）） - 大観堂と号し、医業を起こした[21]。
10. 本田孫三郎定价（昂斎、寛政7年（1795年） - 天保4年（1833年）） - 文化12年（1815年）市河米庵に書、また野村瓜州・菊池五山に漢詩を学んだ[21]。

### 家族
- 実父：本田郡司 – 貫井村（小金井市）新屋本田家[21]。
- 実母：とき – 本田随庵娘[21]。
  - 弟：本田源三郎[21]
  - 弟：本田綱吉[21]
- 養父：本田昂斎
- 養母：きん – 石田村（日野市）土方家娘[21]。
- 妻：ぎん – 本田昂斎娘[21]。
  - 長男：本田東朔 - 覚庵の跡を継いだが、慶応3年（1867年）9月15日20歳で死去した[21]。
  - 次男：本田定年[21]
  - 三男：本田定堅[21]
  - 娘：とま - 日野宿（日野市）佐藤俊宣妻[21]。

このほか召仕・下女・下男を複数人抱え、家事・農事に従事させていた。